# 김일두 (음악인)
김일두(1978년 8월 13일 ~)는 대한민국의 언더그라운드 싱어송라이터이다. 주로 포크 음악에 기반하여 '곱고 맑은 영혼'을 모토로 활동하고 있다.
또한 펑크 록 밴드 지니어스(Genius)의 리더로도 활동하다가 2018년 10월 해산했다.

## 생애 및 활동
서울에서 태어나 네 살 때 부산으로 이사 , 그는 주로 부산에서 자랐다. 중학교 2학년 때 교회에서 처음 기타를 접하고 가스펠을 연습하였다.
2011년과 2013년에는 기타 코드와 노래 가사를 모은 가사집이 각각 발매되기도 했다.

## 음반

### 정규 음반
- 2013년 4월 2일 김일두 1집 《곱고 맑은 영혼》 (헬리콥터레코즈)
- 2015년 4월 1일 김일두 2집 《달과 별의 영혼》 (붕가붕가레코드)
- 2020년 10월 1일 김일두 3집 《꿈 속 꿈》 (두루미흥업)

### 싱글/EP 및 기타 음반
- 2010년 김일두's Suspens 《난 어쩔 수 없는 천재에요》
- 2011년 김일두x하헌진 《34:03》 (헬리콥터레코즈)[1]
- 2011년 12월 23일 김일두 EP 《문제없어요》 (모모씨 뮤직)
- 2016년 2월 1일 김일두 특별앨범 《Life is Easy》 (붕가붕가레코드, CTR 싸운드)
- 2016년 6월 3일 김일두 부틀렉 《제주 2013. 4. 6》

### 참여 음반 및 수록곡
- 2013년 9월 10일 컴필레이션 《특별시 부산》: '똥싸구 앉어있네' (티에스앤컴퍼니)
- 2015년 4월 8일 컴필레이션 《제비다방 컴필레이션 2015》: '밤제비' (긴가민가 레코드)
- 2018년 11월 8일 채널1969 컴필레이션 《2069》: '여든 여덟' (채널1969)

## 저서

### 가사집
- 김일두, 김현희 (2011년 4월 16일). 《김일두 가사집》. with hen.
- 김일두, 김현희, 정은지 (2013년 4월 20일). 《김일두 콜렉션 가사/코드집》. with hen.